# Siphostoma grande
Siphostoma grande är en ringmaskart som beskrevs av Blanchard in Gay 1829. Siphostoma grande ingår i släktet Siphostoma och familjen Flabelligeridae. Inga underarter finns listade i Catalogue of Life.